# 小松 (料亭)
小松（こまつ）は、神奈川県横須賀市米が浜通に存在した料亭である。1885年（明治18年）の開業以来、大日本帝国海軍の多くの海軍軍人に愛好された料亭として知られ、戦後は在日アメリカ海軍、海上自衛隊関係者に広く利用されてきた歴史から、海軍料亭小松と呼ばれていた。2016年5月16日に火災が発生し全焼した。

## 概要

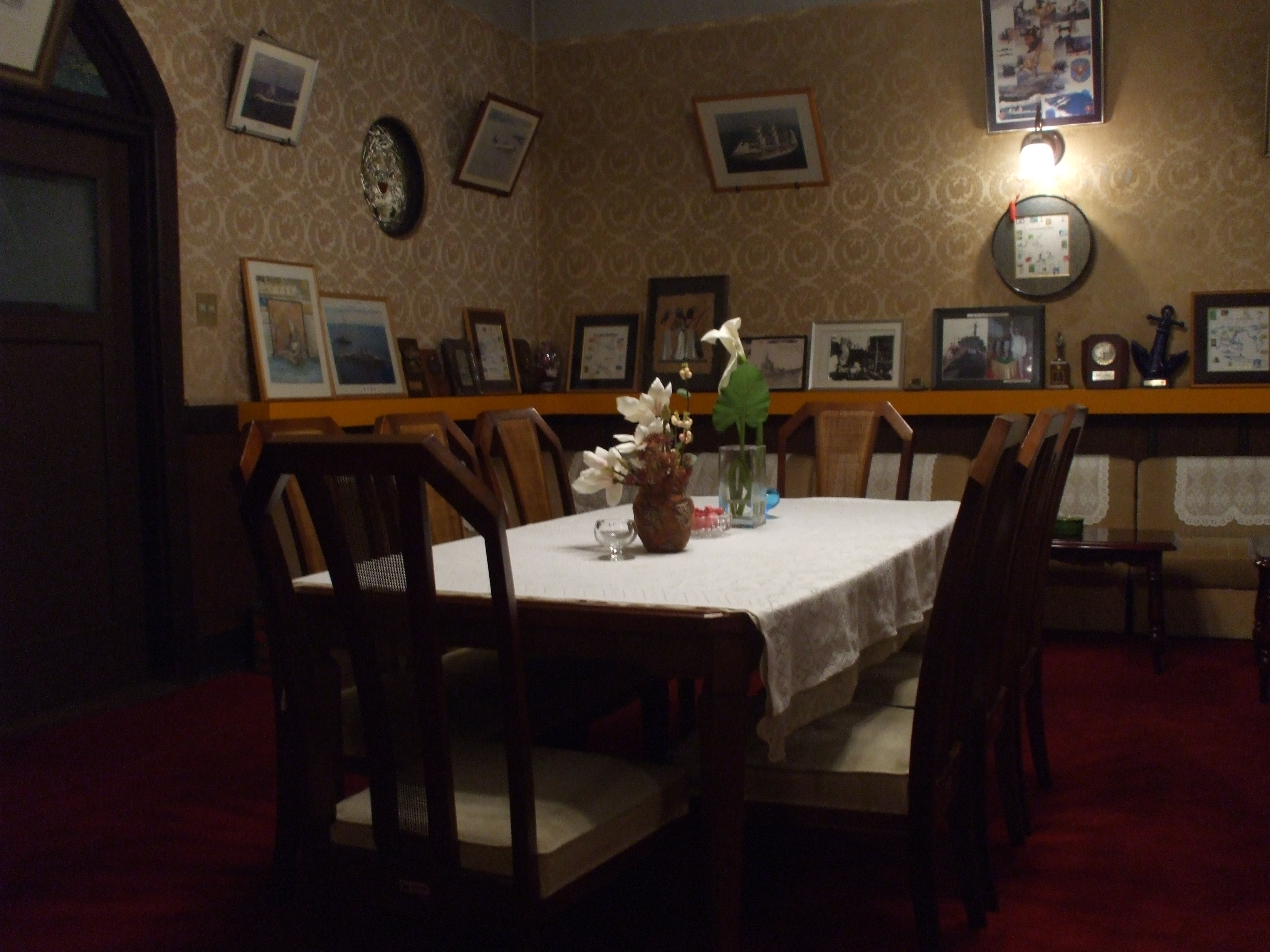
料亭小松の待合室。

小松は1885年（明治18年）8月8日に、創業者山本コマツによって横須賀田戸の白砂青松の海岸沿いに開業した。開業当初は白砂青松の海岸海水浴を楽しんだ後に、入浴と食事を楽しむ割烹旅館であったと考えられるが、日本が海軍力の増強に努め、日清戦争、日露戦争に勝利し、横須賀鎮守府の機能が拡大していく中で、海軍軍人相手の海軍料亭になっていった。小松を利用する海軍軍人たちは、小松の松にちなんでパイン（Pine）と呼ぶようになった。
小松が立地していた田戸海岸は、1913年（大正2年）に埋め立てが行なわれたため、小松は海岸線から離れてしまい、白砂青松の景勝地に立地しているという魅力を失った。その上、第一次世界大戦終了後の恐慌と、恐慌に伴い横須賀市で発生した娼妓の待遇改善を求めるストライキのため、1918年（大正7年）から1919年（大正8年）頃、いったん休業せざるを得なくなった。
1923年（大正12年）になって、当時は風光明媚であった現在の米が浜の地に新たに店舗を建て、小松は営業を再開した。
第二次世界大戦時には、第四艦隊司令長官の井上成美の要請により、1942年（昭和17年）から1944年（昭和19年）にかけて、トラック諸島に支店であるトラック・パインが開設された。
1945年（昭和20年）8月15日の終戦後、小松はいったん閉店し、横須賀に進駐した連合軍によって横須賀鎮守府から退去させられた鎮守府関係者の残務整理のための事務所や、外務省通訳の宿舎となったが、1945年（昭和20年）10月にはGHQ指定料理店となり、横須賀に進駐した、主に米兵相手の飲食業を営むようになった。
1952年（昭和27年）のサンフランシスコ講和条約と日米安全保障条約の発効後は、横須賀海軍施設の米海軍軍人、そして海上自衛隊、旧海軍関係者らに広く利用されるようになった。
小松はかつて横須賀市内に多数存在した海軍ゆかりの料亭の中で最も長く営業を続け、大正、昭和初期の近代和風建築を伝えるとともに、東郷平八郎、山本五十六、米内光政らの書など、多くの日本海軍関係の資料を保有し、料亭小松は近代日本海軍の歴史を伝える重要な存在であった。

## 沿革

### 小松の開業まで

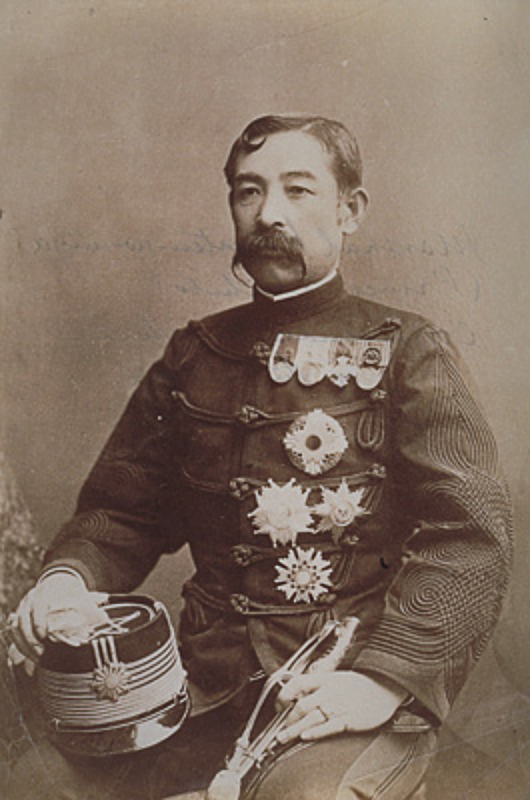
山本悦に小松の名を与え、料亭小松の名の由来となった小松宮彰仁親王。

小松の創始者である山本コマツは幼名を山本悦といい、1849年（嘉永2年）、江戸で乾物商を営んでいた山本新蔵の四女として小石川関口水道町に生まれた。1866年（慶応2年）、山本悦は近所に住む友人に誘われ、浦賀へ向かい、そこで吉川屋という旅籠料理店に住み込みで働くようになった。天然の良港である浦賀は江戸時代から港町として栄えてきたが、明治初年には創建間もない日本海軍の根拠地の一つとなり、海軍関係の宴席の多くは吉川屋で行なわれるようになった。そのような中、山本悦は海軍関係者との人脈を築いていくことになる。
1875年（明治8年）、山田顕義、山縣有朋、西郷従道らとともに、小松宮、北白川宮、伏見宮、山階宮の4名の皇族が、浦賀沖で行なわれた水雷発射試験の視察のために浦賀にやってきた。浦賀での一行の宿は当初別の場所とされていたが、見晴らしが良い一等地に建っていた吉川屋を見た皇族らが吉川屋での宿泊を希望したため、急遽吉川屋が一行の宿所に充てられることとなった。
その晩の宴席での余興で、山本悦は4名の皇族らと指相撲を行なったが、当時としては大柄の女性であった山本悦に4名の皇族たちは歯が立たなかった。感心した小松宮が、「お前の立派な体にあやかりたい、そのかわりにわしがお前に名前を付けてあげよう」と言い出した。これは宴席での小松宮の戯言であると思っていたが、翌朝一行への挨拶にやってきた浦賀の郡長に小松宮が、「昨晩名をつけてやったから、改名の手続きをしてやってくれ」と依頼をした。山本悦は山本小松では畏れ多いと、片仮名の山本コマツと改名の手続きを行なった。これが後に料亭小松の名の由来となった。
山本コマツは改名後も浦賀の吉川屋で働き続けていたが、いつしか独立を考えるようになっていった。長年吉川屋で働く中で貯蓄も出来て、仕事にも慣れ、更には仕事をする中で繋がりが出来た海軍関係者から、「これから横須賀は日本一の軍港になる、ぜひ横須賀で開業しろ」と勧められたため、独立を決意した。折りしも、1884年（明治17年）12月には横須賀鎮守府が成立しており、横須賀は海軍の軍港として発展を見せていた。山本コマツは1885年（明治18年）8月8日、20年近く働いてきた吉川屋から独立し、横須賀の田戸海岸に割烹旅館の小松を開業した。なお開業日は八の字が重なる日は縁起が良いとのことで、特に選ばれた日であった。

### 割烹旅館から海軍料亭小松へ
割烹旅館小松が建てられた田戸海岸は、当時猿島を望む白い砂浜に松林が広がる、いわゆる白砂青松の景勝地として知られていた。この頃小松を利用した八代六郎は尺八が堪能であり、名月の晩に小松の縁側に腰掛け、月の光を受けてきらきらと光る海を見ながら千鳥の曲などを吹いていたとのエピソードが残っている。
田戸海岸に建設当時の小松は二階建て瓦葺きであり、一階は8畳間が2室と6畳間が3室、そして料理場と風呂場があり、二階には8畳間が2室と6畳間が2室あった。この当時の小松を紹介した銅版画や横須賀の案内書から、建設当初の小松は、白砂青松の海岸にあった立地条件を生かした、海水浴を楽しんだ後に入浴と食事を楽しむ割烹旅館であったと考えられている。
山本コマツが小松を開業した理由の一つに海軍関係者からの勧めがあった、当時の日本は海軍力の増強に努めており、海軍の根拠地であった横須賀にある料亭の小松が、海軍関係者によって繁盛するようになったのは自然の成り行きであった。日清戦争前には横須賀には料理屋がまだ少なく、海軍関係者によって賑わうようになった小松は、日清戦争開戦直前の1893年（明治26年）には、一階に10畳間2室、
6畳間1室、4畳半間1室、二階に8畳間2室の増築が行なわれた。またこの増築時には、鳶の親方として後に衆議院議員、逓信大臣となる小泉又次郎が活躍したという。
日清戦争に勝利した後、小松では次々と横須賀に凱旋入港する艦船の乗組員による祝勝会が連日のように開かれ、そういう中で小松は「海軍士官のクラブ」と呼ばれるようになっていった。この頃から小松は割烹旅館から海軍軍人相手の“海軍料亭”になっていったと考えられる。そして小松は海軍軍人たちから「松」にちなみ、パインと呼ばれるようになった。

### 日露戦争と海軍料亭小松の全盛
日露戦争開戦前後になると、日清戦争時よりも軍艦の数が増えていたこともあって、小松では連日のように出陣前の宴会が繰り広げられた。そして日露戦争中の1905年（明治38年）、小松は開業20周年を迎え、20周年を記念して百畳敷の大広間の建設を始めた。同年連合艦隊は日本海海戦に勝利し、日露戦争に勝利すると、日清戦争終了後と同じく、次々と横須賀に凱旋入港する艦船の乗組員による祝勝会が連日のように開かれ、小松は大繁盛した。1906年（明治39年）には百畳敷の大広間が完成し、小松は文字通り全盛期を迎えた。
この頃になると、日本海軍の根拠地として発展した横須賀には、多くの旅館、料亭、遊郭などが立ち並ぶようになった。横須賀で小松と並んで海軍士官たちに利用され、海軍料亭として知られた魚勝もこの頃には開業していた。海軍軍人たちは小松のパインに対し、魚勝にはやはりその名にちなみフィッシュと呼んでいた。日露戦争後も日本海軍の軍備拡張は続き、明治時代末まで小松は繁栄を続けた。

### 休業と営業再開
大正時代に入ると小松の経営に暗雲が立ちこめるようになった。まず白砂青松の海岸線を誇った田戸海岸が、1913年（大正2年）に埋め立てが行なわれたため、小松は景勝地に立地しているという地の利を失った。更に第一次世界大戦後の世界恐慌の影響から小松への客足は更に遠のいていった。そして恐慌によって生活に困窮した横須賀市内の娼妓が待遇改善を求めストライキを起こすに至り、小松は1918年（大正7年）から1919年（大正8年）頃、休業に追い込まれ、山本コマツは横須賀市内で経営していた芸者屋である大和屋の経営に専念することになった。
しかし多くの海軍軍人たちに親しまれてきた小松の閉店を惜しむ声が強かったため、山本コマツは当時景色が良かった米が浜に約400坪の土地を購入し、1923年（大正12年）春頃から料亭小松の再建工事を開始した。建築中に関東大震災が発生し、横須賀市内でも大きな被害が発生し、山本コマツが経営していた大和屋も地震後の火事で焼失した。山本コマツらは休業した田戸の小松の旧店舗に避難し、百畳敷の大広間は避難所として開放した。幸運にも米が浜に建設中の新店舗には地震の被害は無く、1923年（大正12年）11月には新店舗が完成し、料亭小松は営業を再開した。

### 山本コマツから二代目女将の山本直枝へ

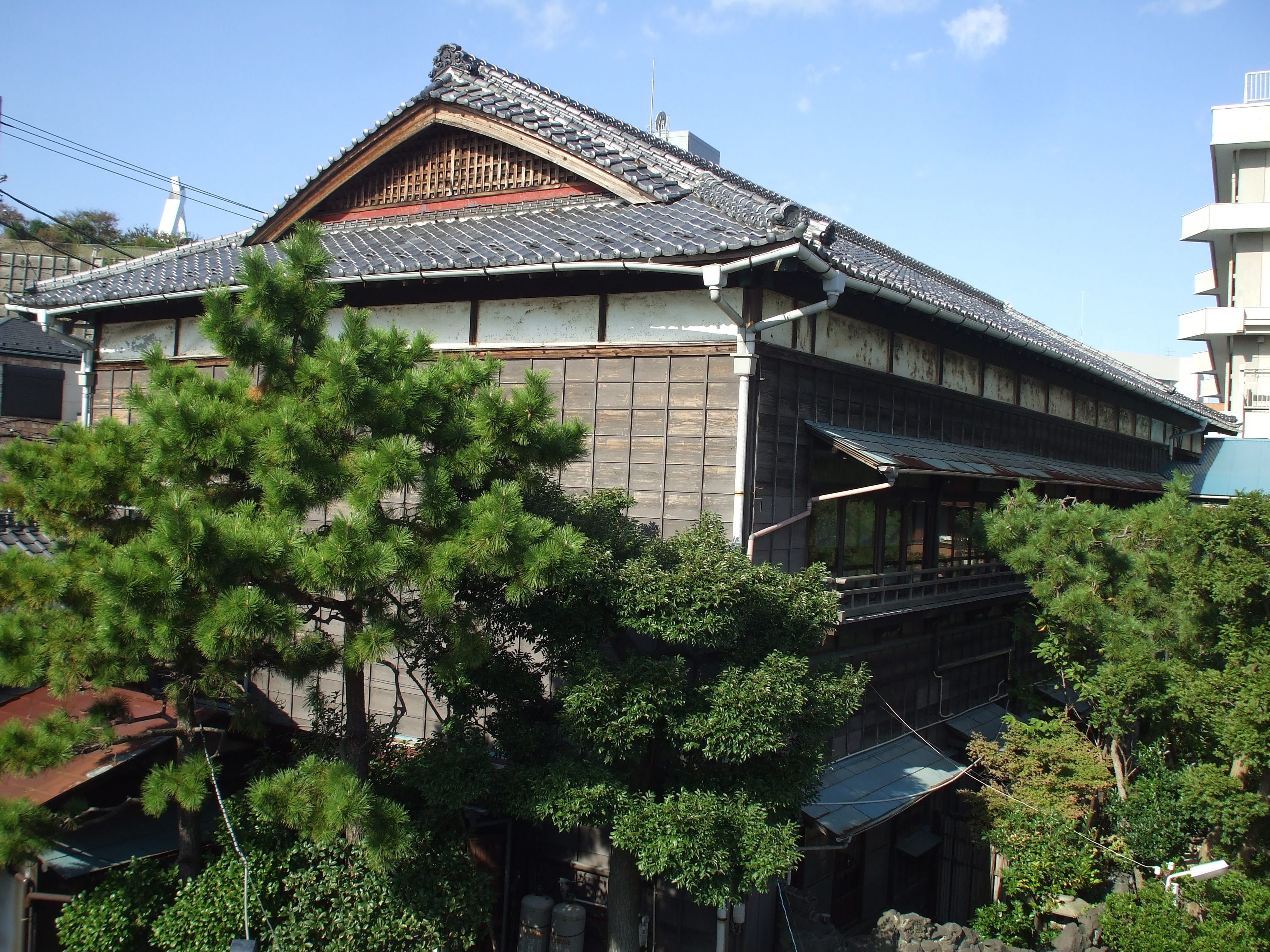
小松の新館。内部は銘木をふんだんに用いており、二階部分には160畳敷の大広間があった。

1923年（大正12年）に営業を再開した米が浜の小松は、400坪の敷地内に建てられた総建坪175坪、一階7室、二階3室の10室と蔵を備えた二階建て木造の建物であった。営業再開の翌年、山本コマツは当時満15歳であった大姪の呉東直枝を養女とした。一生独身を通した山本コマツは、直枝を養女とする前に2度、姪を養女として小松の後継者として育成しようとしたが、いずれも海軍軍人と婚姻したため上手くいかなかった。山本コマツにとってまさに三度目の正直であった直枝は期待に応え、平成に至るまで長きに渡って料亭小松を支えることになった。
1925年（大正14年）には小松の創業40年を記念して、建物の一部増築が行なわれた。焼失まで使用された小松の玄関部分はこの時の増築で建てられた。小松では1923年（大正12年）と1925年（大正14年）に建設された部分を旧館と呼んでいたが、2003年（平成15年）に半分解体されマンションが建設された。その際に旧館の構造が調査されたが、旧館は和小屋とキングポストトラスが併用されていたことが明らかとなった。
1927年（昭和2年）山本直枝は逗子の材木店の次男であった桐ヶ谷耕二を婿とした。この時点で小松の経営は満18歳になっていた山本直枝が引き継いだ。
1930年（昭和5年）、ロンドン海軍軍縮会議で軍縮を定めたロンドン海軍軍縮条約が成立すると、これに不満を抱く海軍若手将校が、小松に飾られていた岡田啓介揮毫の額を引きずりおろし、池に放り込んで快哉を叫ぶという出来事があった。

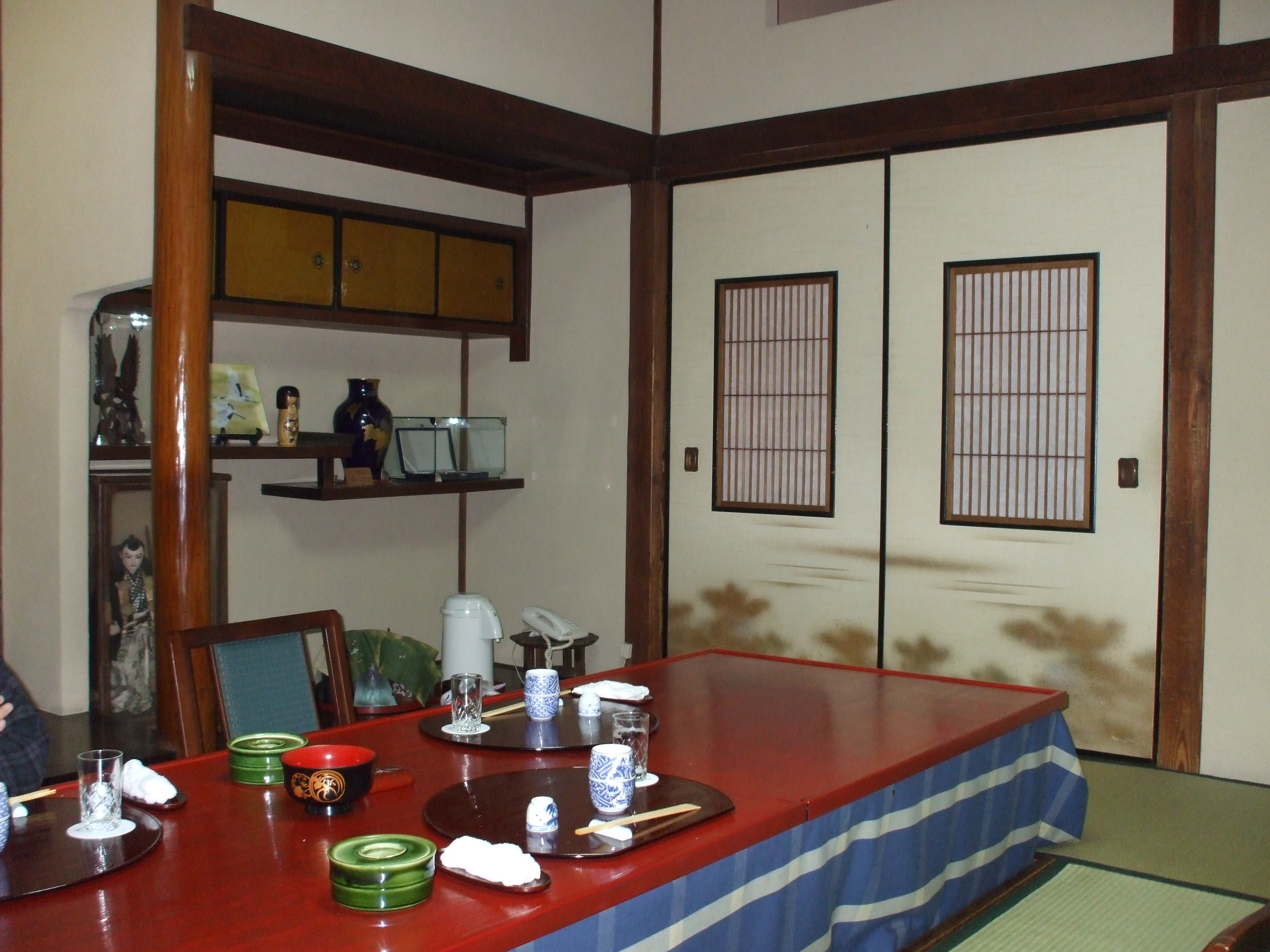
小松の紅葉の間、横須賀鎮守府長官ら、海軍の高官に利用されたことから「長官部屋」と呼ばれていた。

1933年（昭和8年）から翌1934年（昭和9年）にかけて、旧館の西側にあった庭園をつぶして新館の建設が行なわれた。新館は一階部分に洋間の応接室と7部屋の和室が設けられた。応接室はかつて山本五十六らが応接に使用したと言われ、焼失まで応接室として用いられており、室内には旧日本海軍の資料等が展示されていた。また7室の和室は部屋ごとに桐、紫檀、檜、楓、カリンなど、材質の異なる銘木を用いて室内の調度品等を誂え、室内の壁や装飾も華やかに作られ、小松を利用する海軍軍人を飽きさせない工夫がなされていた。中でも横須賀鎮守府長官ら海軍高官が多く利用した紅葉の間は、第二次大戦後も「長官部屋」と呼ばれていた。
新館の二階部分は二間続きの大広間であり、廊下部分に敷かれた畳を含めると160畳敷の広さである。また二階部分も床の間に黒檀の太い床柱が用いられるなど、一階部分と同じく銘木がふんだんに用いられていた。小松の新館に用いられていた銘木は、山本直枝の婿である耕二の実家である、逗子の材木店から取り寄せたものと考えられている。なお新館の構造はキングポストトラスであったが、旧館のものよりもしっかりとした構造となっていた。
山本直枝の代となっても、創始者である山本コマツは小松の宴席に顔を出し続けていたが、1935年（昭和10年）、山本コマツは米寿を盛大に祝った後、旧館の二階部分に新築された隠居部屋に隠居することとなった。なお山本コマツの隠居部屋は2003年（平成15年）に行なわれた旧館の解体部分に含まれたため、現存しない。

### トラック・パイン

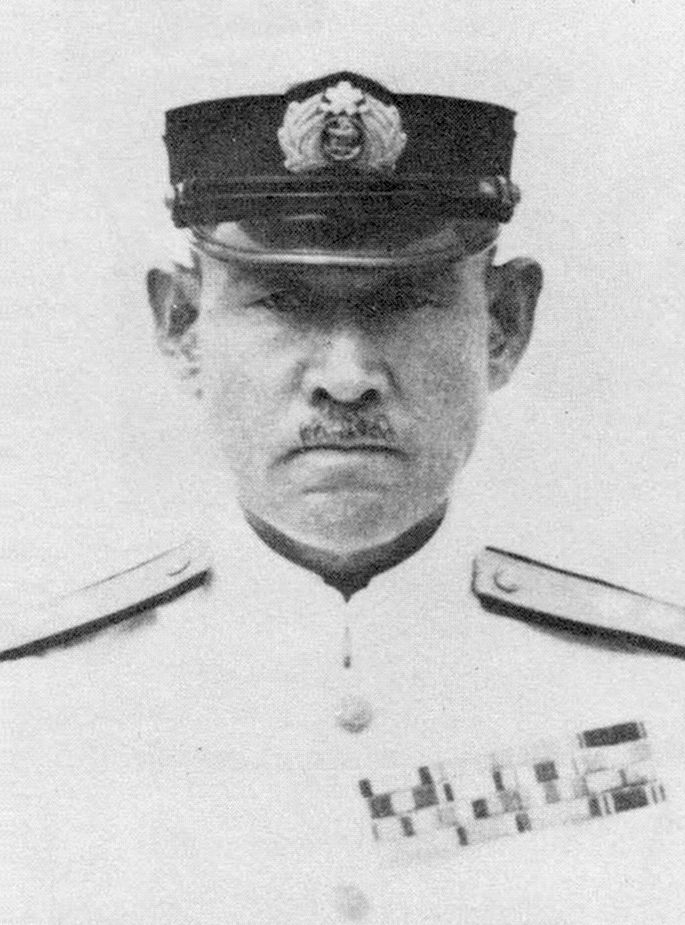
第四艦隊司令長官としてトラック・パインの出店を依頼し、戦後は小松の従業員に対して英会話を教えた井上成美。

第二次世界大戦開戦直後、第四艦隊司令長官であった井上成美は山本直枝に対して、第四艦隊の司令部があるトラック諸島には下士官用の料亭しかなく、とても間に合わないので、小松の支店を出してくれないかと要請した。小松の支店についてはシンガポールに開設される話もあったが、シンガポールは陸軍が多いため勝手が分からない上に、当時まだ健在であった山本コマツが井上の要請に賛成したこともあり、1942年（昭和17年）7月、トラック諸島の夏島に小松の支店であるトラック・パインが開店することになった。トラック・パインでは日本から最初は20-30名、後に約50-60名の芸者、料理人、髪結いなどを連れて行き、日本国内とあまり変わらぬサービスを提供した。なお、トラック諸島の次にラバウルにも支店を出す予定があったが、戦況の悪化によって中止された。
トラック・パインは1944年（昭和19年）3月30日に空襲に遭い、従業員に犠牲者が出たことにより閉店となった。戦後まもなく小松を訪れた井上成美は、トラック・パインの開店を依頼したことについて、山本直枝に手をついて詫びたと伝えられている。これより先、戦況の悪化が感じられるようになった1943年（昭和18年）4月、小松の創始者である山本コマツは94歳の天寿を全うした。

### 戦後の料亭小松

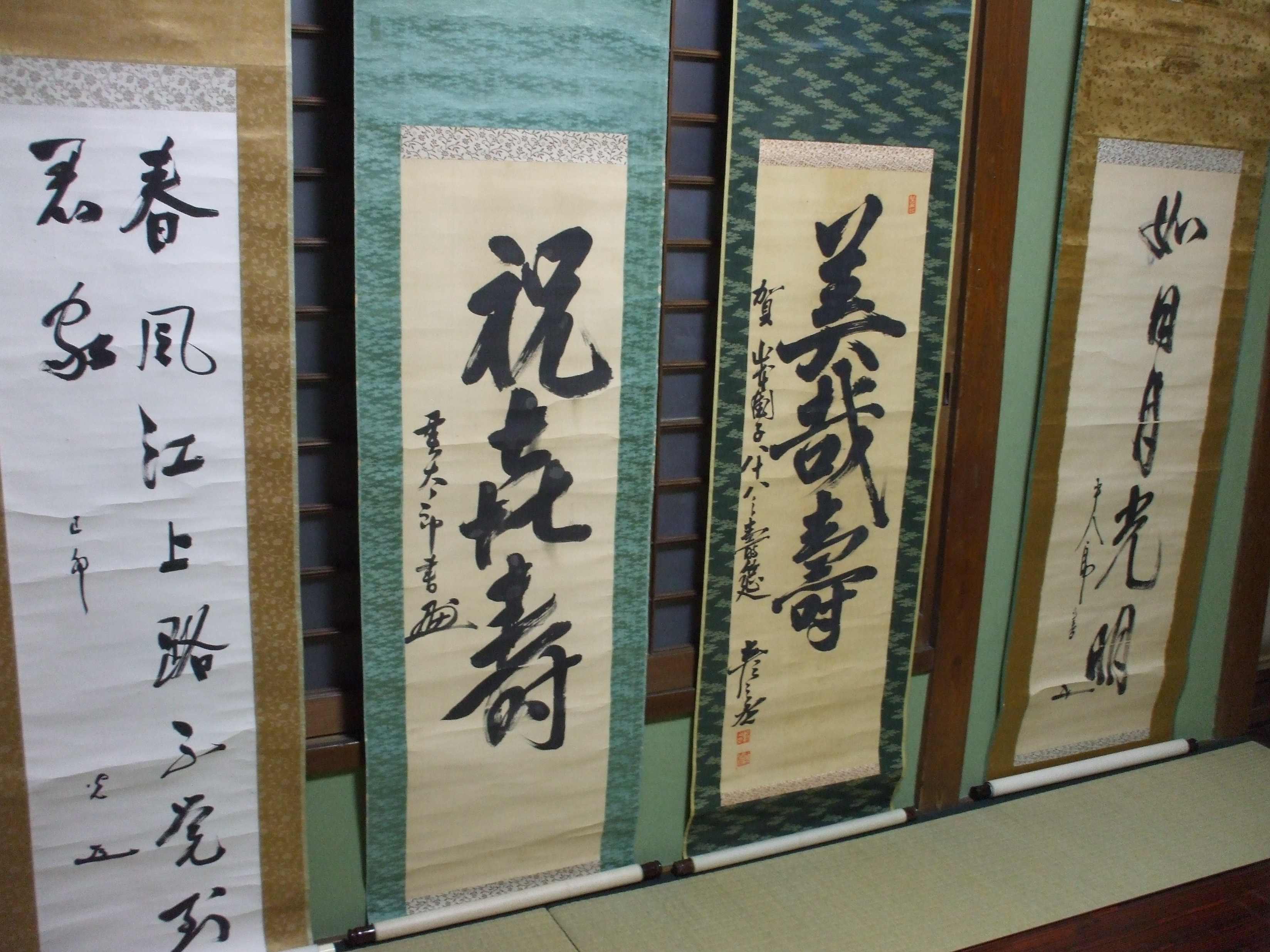
小松に遺されていた海軍軍人の書、右より東郷平八郎、上村彦之丞、鈴木貫太郎、米内光政の書。

1945年（昭和20年）8月15日の終戦後、小松はいったん店を休業した。同年8月30日には横須賀に連合軍が進駐し、横須賀鎮守府も接収された。その結果、鎮守府の残務整理を行なう部署も横須賀鎮守府庁舎を追われることになり、休業していた小松に移ってきた。やがて小松は外務省の職員も宿舎として利用するようになった。鎮守府の残務整理が行なわれ外務省の職員も利用する小松には、連合軍の関係者もやってくるようになった。大佛次郎の1945年8月30日の日記には「海軍とともに出来上った店主人が帝国海軍と運命を共にしたいと云う。代を変え他人が経営する」と述べられている。

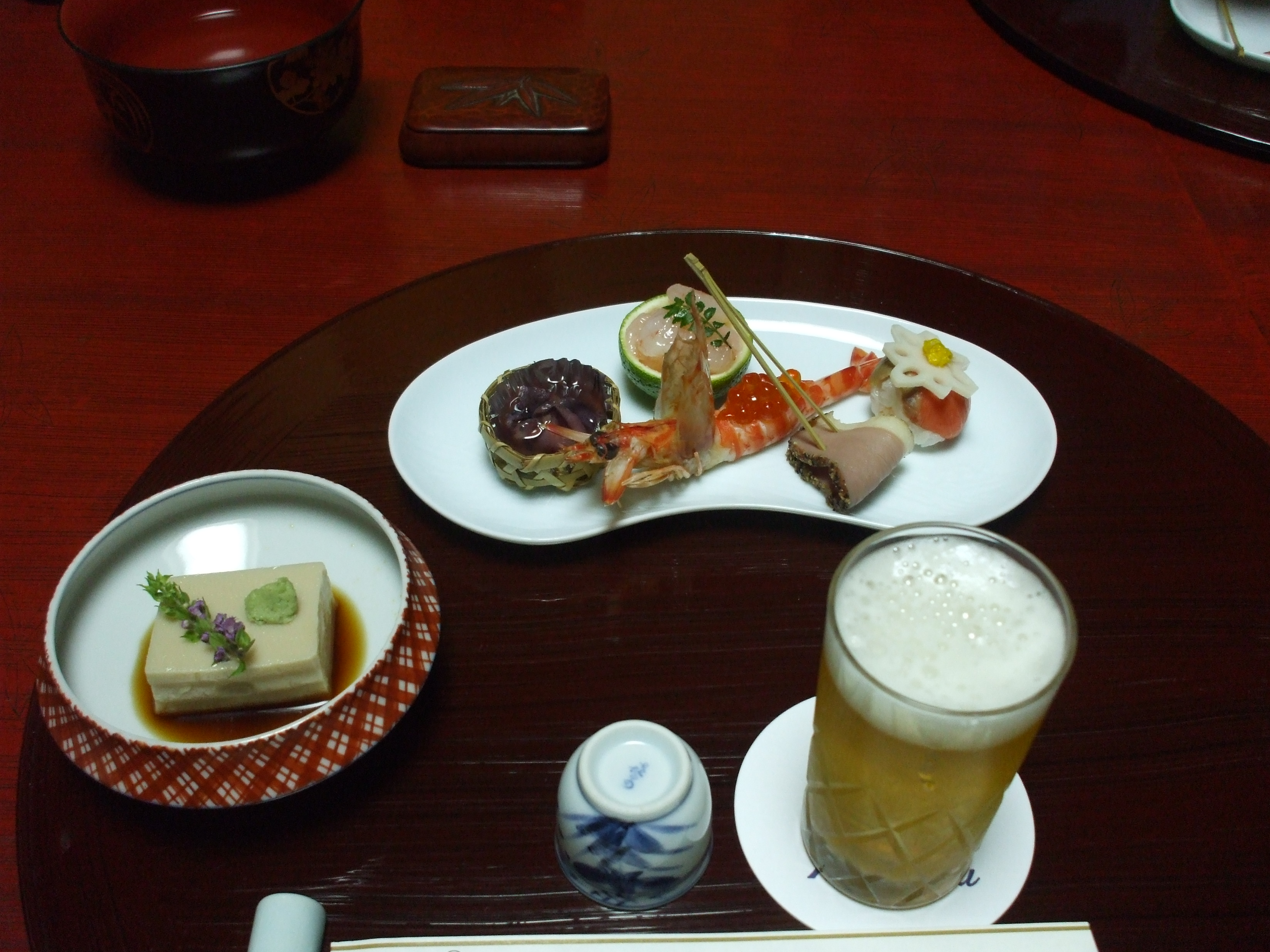
料亭小松の料理

小松に出入りする連合軍の関係者の中には米軍の憲兵もいた、山本直枝は憲兵の隊長に小松の営業再開について打診をしてみたところ、隊長から横須賀には連合軍兵士の健全な遊び場がないことが悩みの種であったので、小松の営業を歓迎する旨の意見が出されたことがきっかけとなり、熱湯タンクと流しの整備を行なうことを条件として小松の営業が認可され、1945年（昭和20年）10月、横須賀のGHQ指定料理店第一号として営業を再開することになった。また小松側としても、アメリカ軍人に「こんなところで遊んでいたから日本は負けたのだ」と言われないために、小松は敷地内にグリル、ソーシャルサロンを整備し、バンドを入れて連合軍兵士らに対応できる設備を整えるなど、戦争末期から終戦後の混乱で荒れていた小松を整備していった。
営業を再開した小松はアメリカ海軍士官らに受け入れられていった。従業員に対する英語教育が必要となり、終戦後横須賀市内の長井に隠棲していた井上成美に依頼することとなった。井上は海軍がひとかたならぬ世話になった料亭小松からの依頼を快諾し、小松の従業員に対して手作りの教材を用い、「すき焼きはいくらです」などというような、料亭で役立つ実用的な英会話を教えた。
1952年（昭和27年）にサンフランシスコ講和条約と日米安全保障条約が発効した、この年、講和条約の発効を記念して、小松は旧館の一階部分をキャバレーに改築し、アメリカ軍人やアメリカ軍人とともに来店する日本人相手のサービスを提供するようになった。この頃になると小松に旧海軍関係者がよく姿を見せるようになった。1955年（昭和30年）には小松は創業70周年を迎え、新館に瓦葺二棟五部屋を増築した。

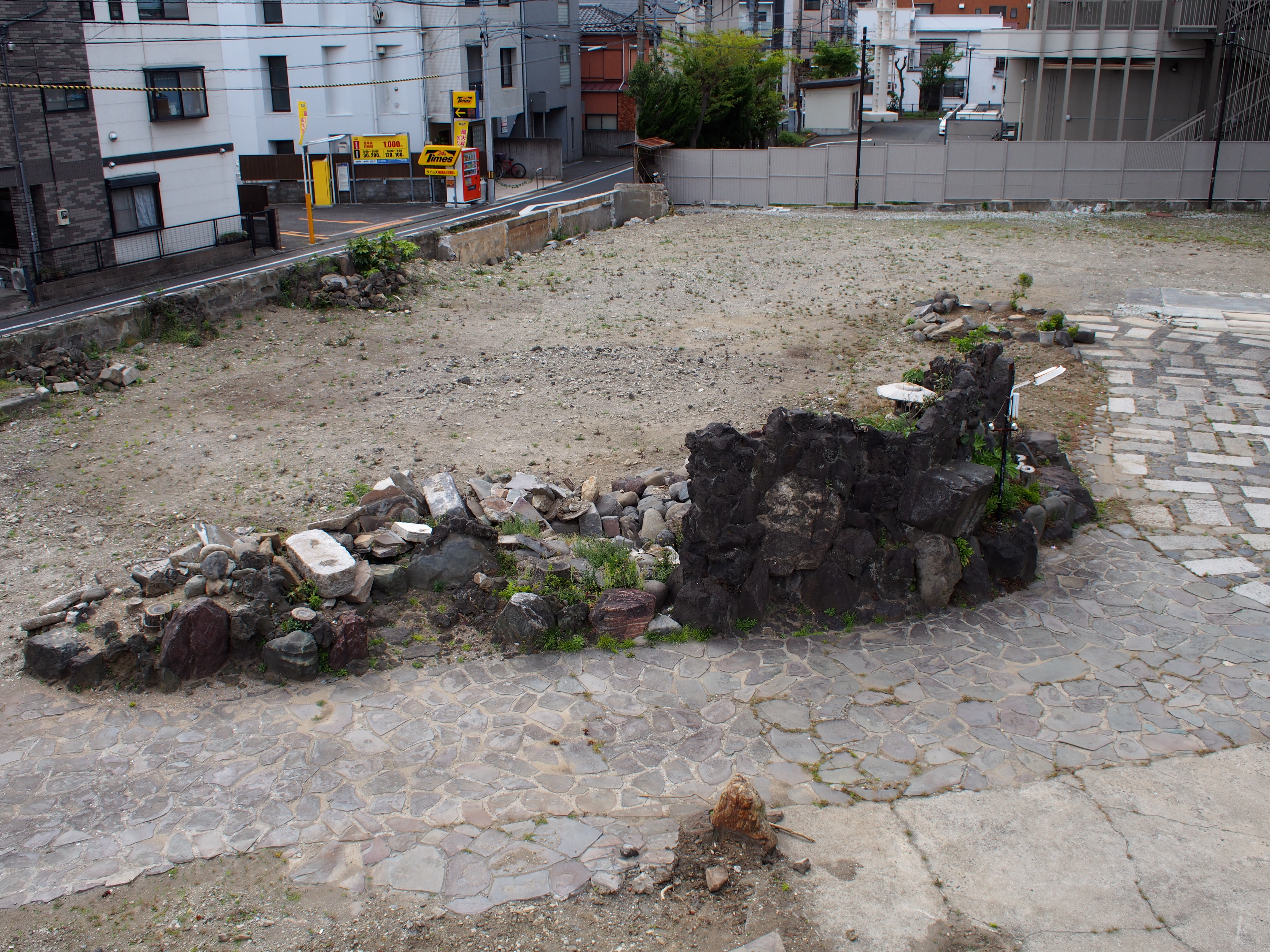
小松跡地

横須賀は戦後、米海軍ばかりではなく海上自衛隊の重要な根拠地となっており、旧海軍の伝統を引き継いでいる。そのような横須賀の料亭として唯一残っていた小松は、米海軍や横須賀の海上自衛隊でも広く利用され続け、旧日本海軍の海軍料亭としての伝統を守り続けていた。2003年（平成15年）には旧館の約半分が解体されてマンションが建設されたため、戦後キャバレーとなった部分などが無くなったが、大正末に建設された玄関部分や、銘木をふんだんに用いた新館は21世紀に入っても健在であった。また、多くの日本海軍軍人に愛好されたため、小松には海軍軍人の書など、日本海軍の歴史を知るための貴重な資料が数多く残されていた。
上述のように旧別館はマンションへ建て替わったが、2004年にはそのマンションの1階に小松の別店舗「遊雅亭」が開業した。

### 火災焼失
2016年（平成28年）5月16日、火災により全焼した。出火の原因は不明。
焼失後の小松跡地は更地となっていたが、2021年1月には「かき小屋横須賀中央店」が5月中旬までの期間限定で跡地に開業した。同店は小松の経営ではないが、同店の試食会には小松の三代目女将が顔を見せ、土地の提供という形で若い経営者を支援したい旨を語った。